# Bantanges
Bantanges település Franciaországban, Saône-et-Loire megyében. Lakosainak száma 566 fő (2022. január 1.). Bantanges Savigny-sur-Seille, La Chapelle-Naude, Ménetreuil, Rancy és Sornay községekkel határos.

## Népesség
A település népességének változása:
| Lakosok száma | 552  | 560  | 566  | 549  | 548  | 547  | 546  | 556  | 566  |
|               | 2013 | 2015 | 2016 | 2017 | 2018 | 2019 | 2020 | 2021 | 2022 |